# Гімнокаліціум Міхановича
Гімнокаліціум Міхановича (Gymnocalycium mihanovichii (Frič ex Gürke) Britton & Rose, 1922) — кактус з роду гімнокаліціум (підрід Microsemineum).

## Назва

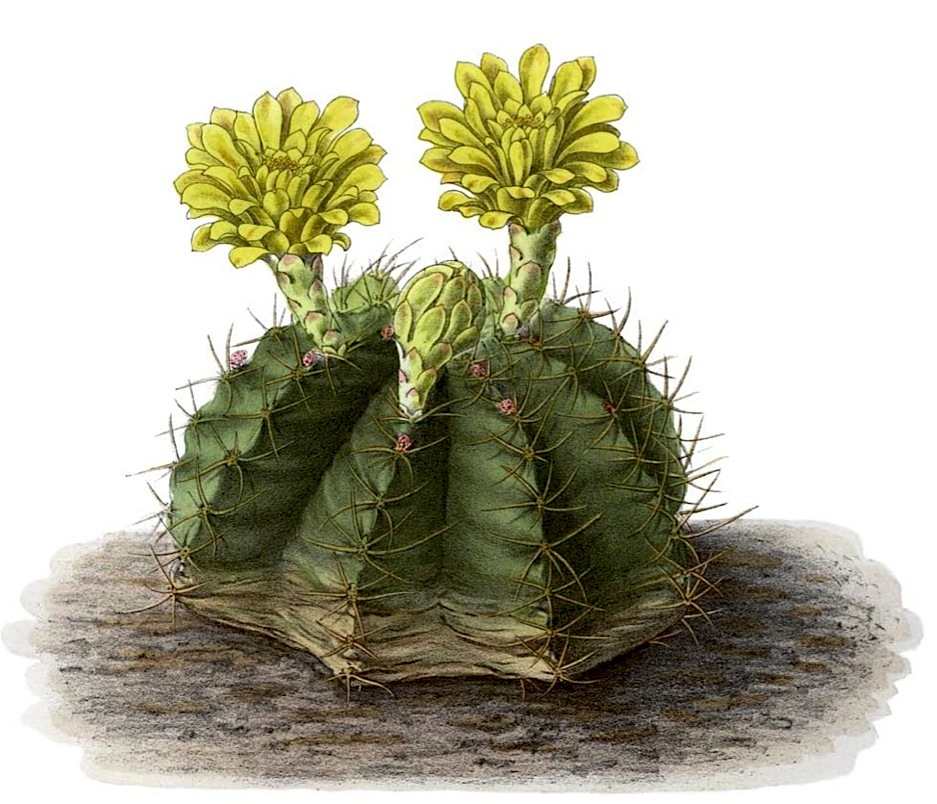
Ілюстрація Gymnocalycium mihanovichii у виданні 1904 року К. Шумана, М. Гюрке і Ф. Фаупеля «Blühende Kakteen» («Квітучі кактуси»)

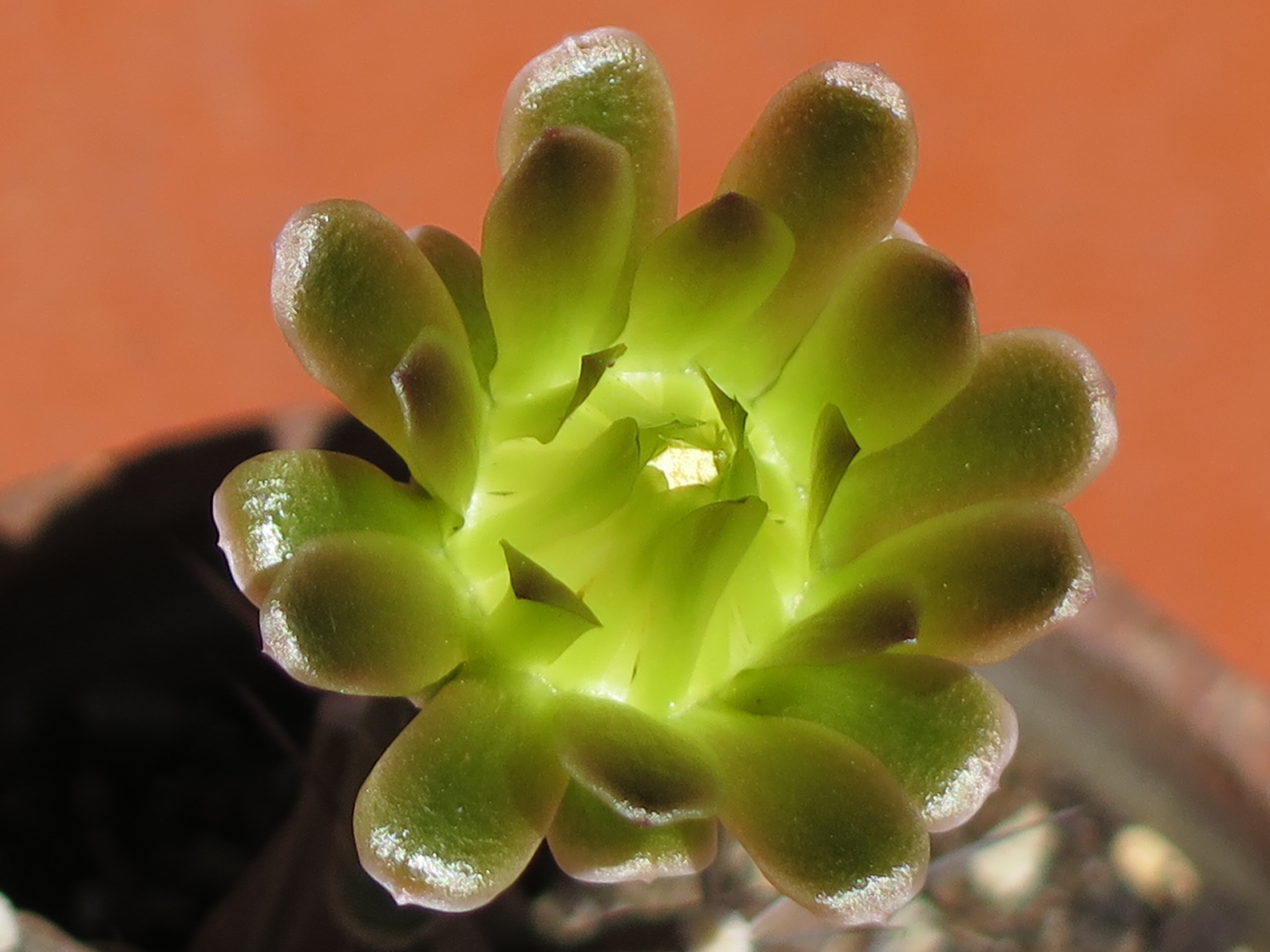
Квітка Gymnocalycium mihanovichii

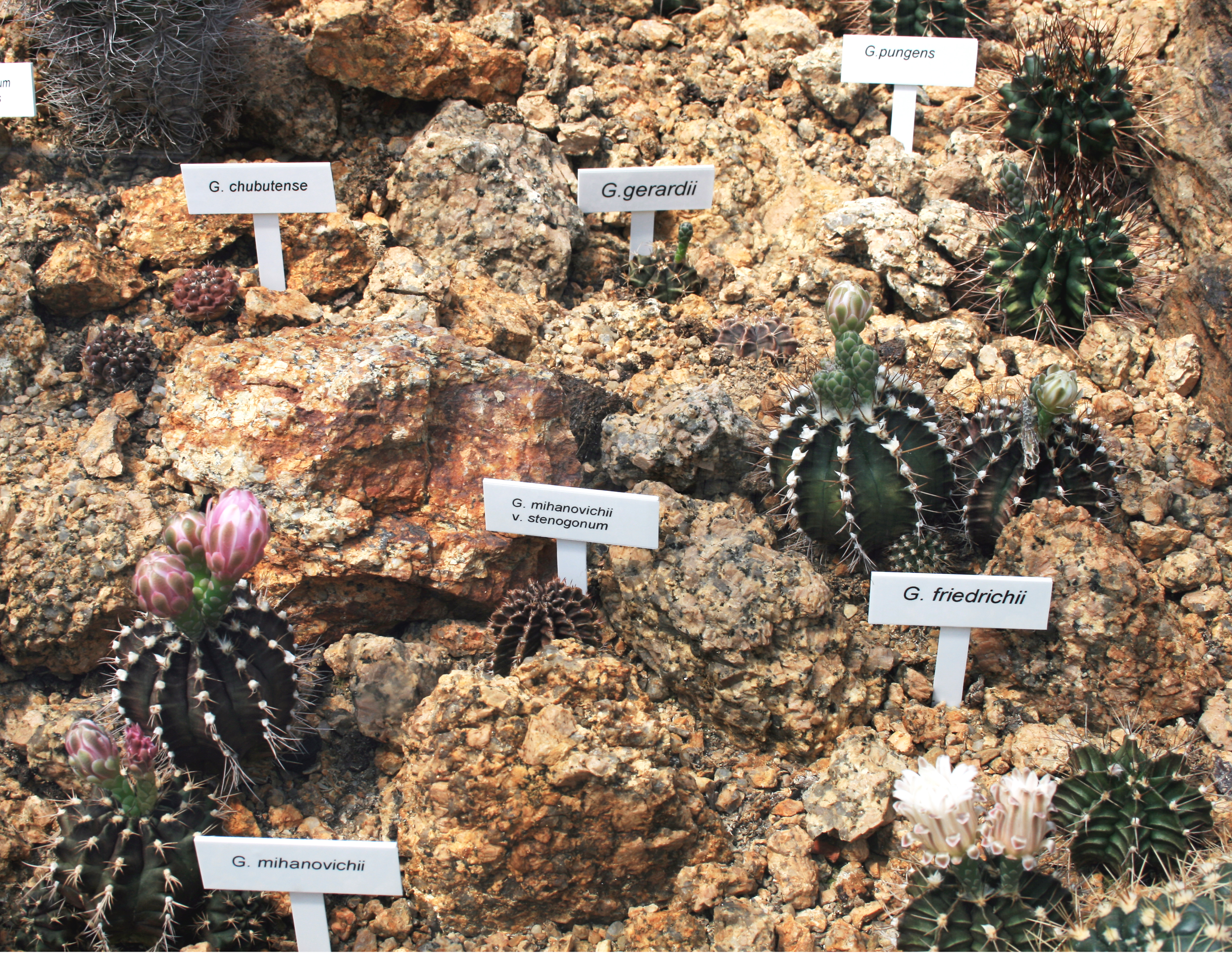
Gymnocalycium mihanovichii в Ліберецькому ботанічному саду, Ліберець, Чехія

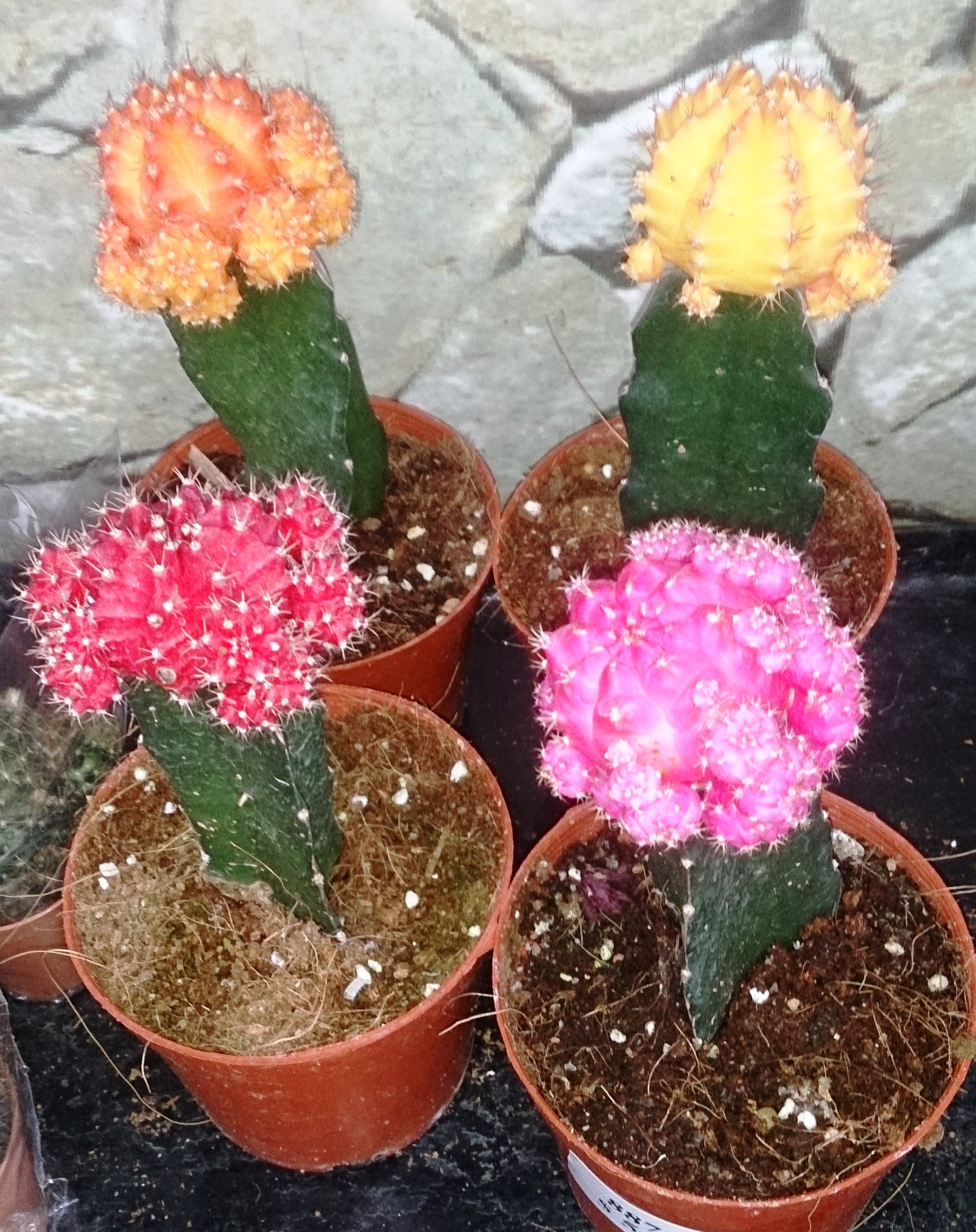
Безхлорофільні форми Гімнокаліціума Міхановича

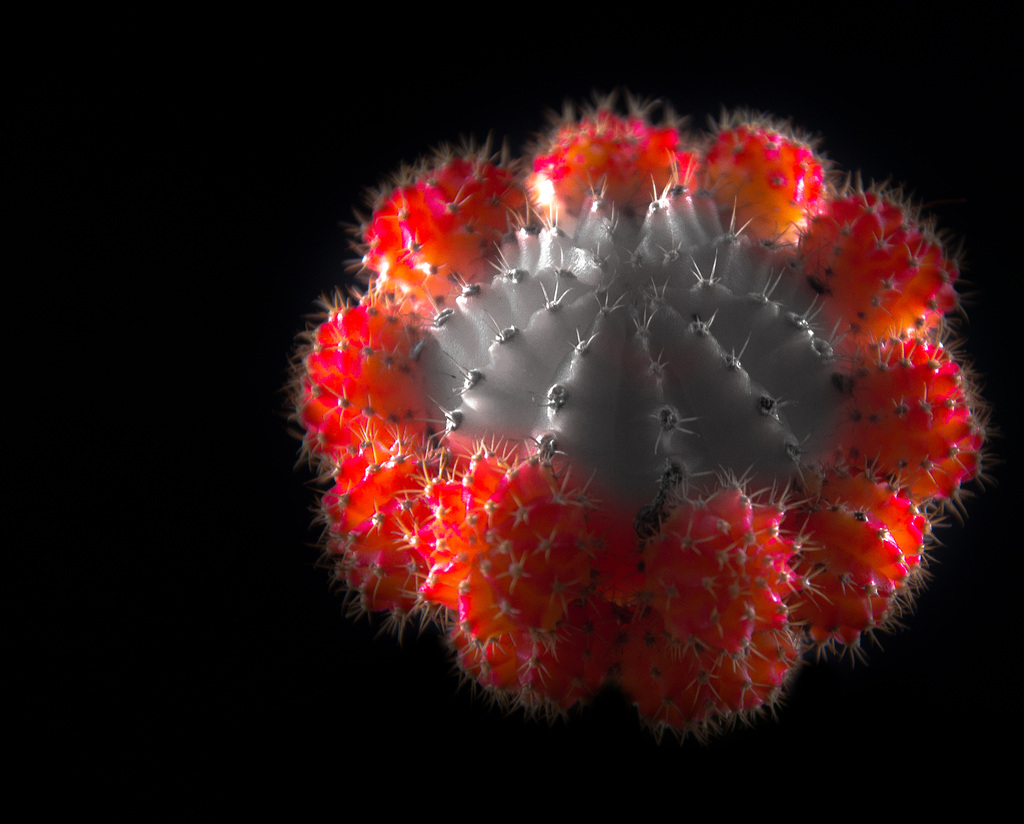
Gymnocalycium mihanovichii var. friedrichii

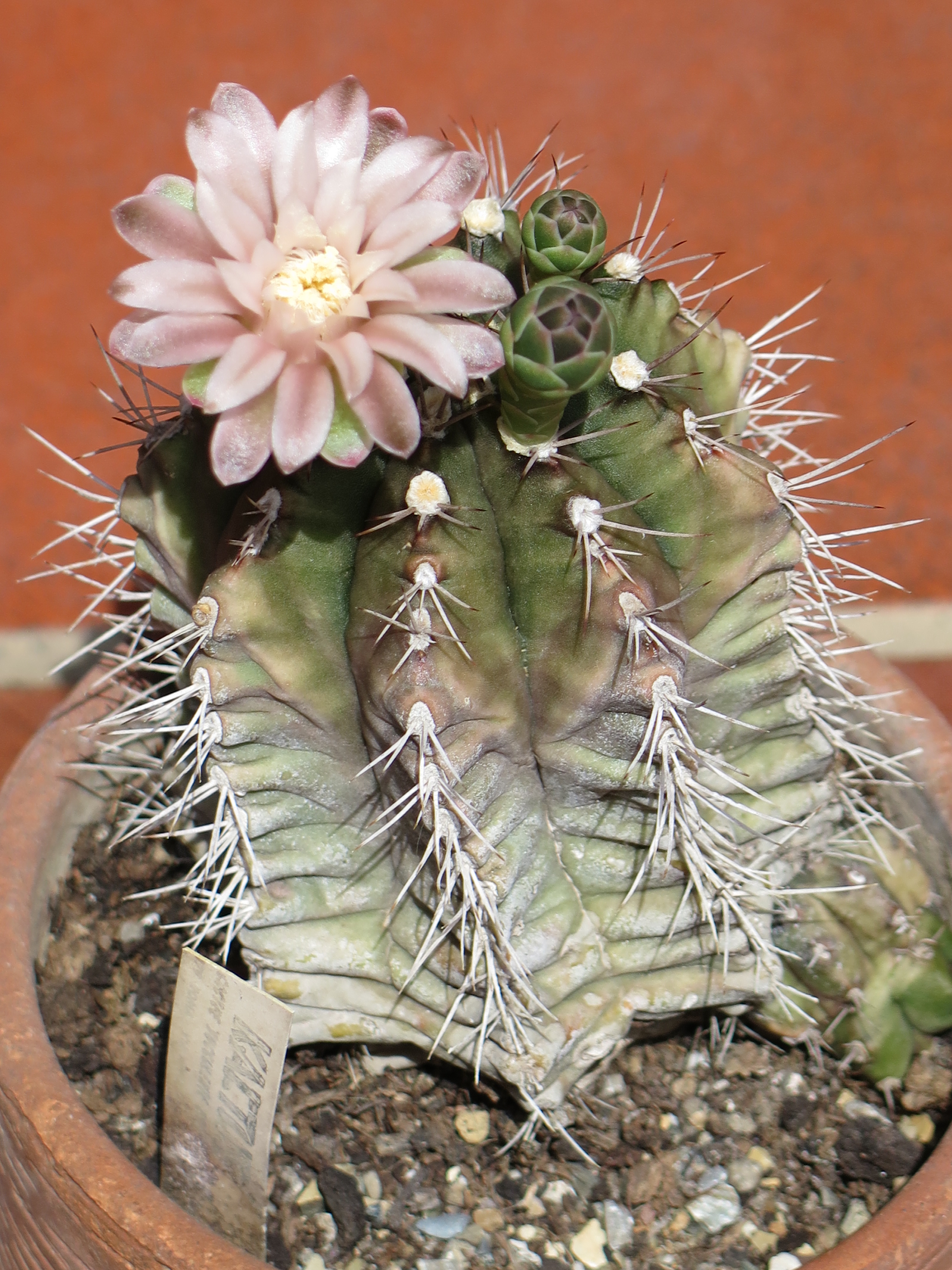
старий Gymnocalycium mihanovichii

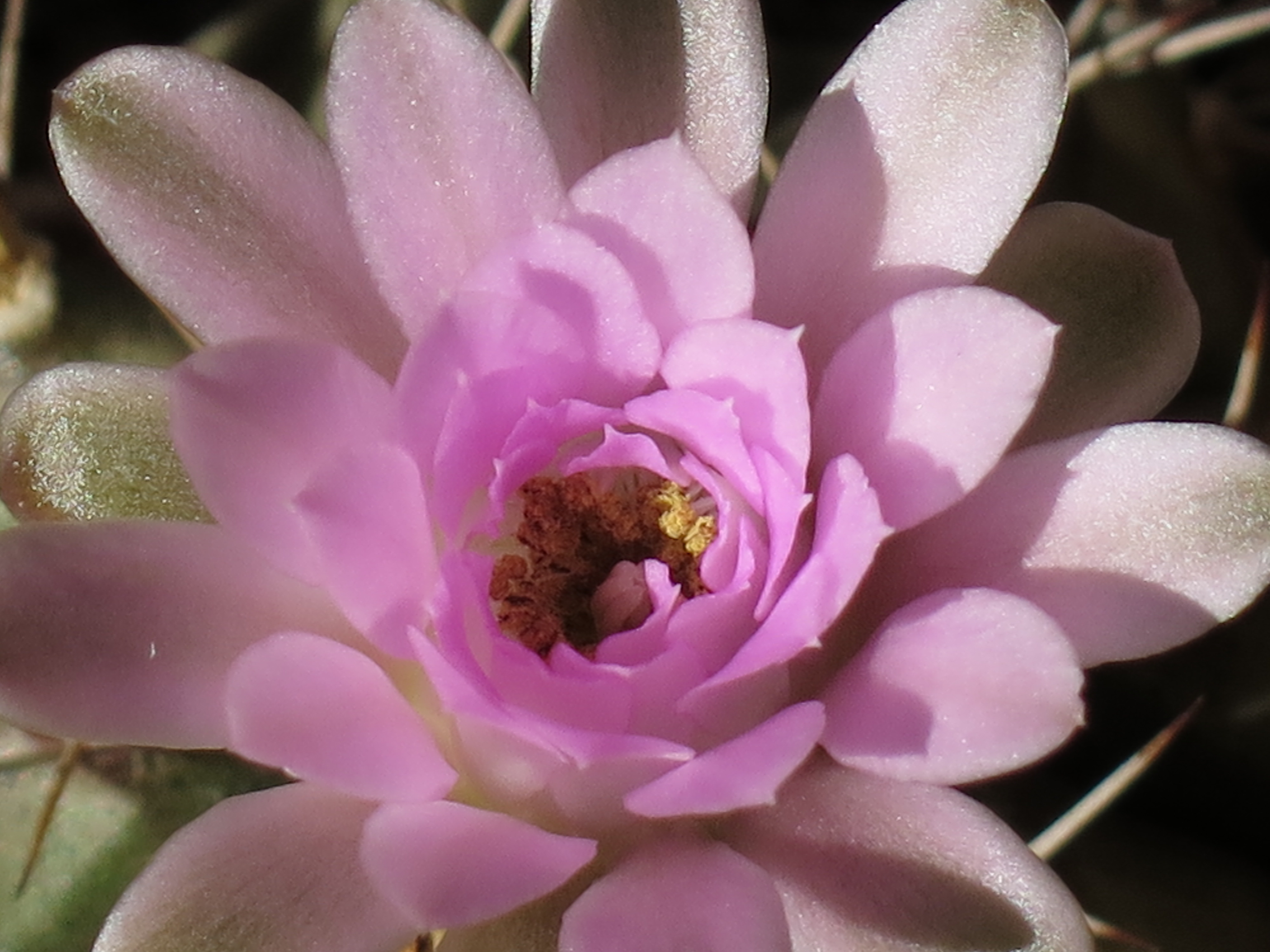
квітка

Цей вид був відкритий Альберто Войтехом Фрічем. Видова назва дана на честь Ніколаса Міхановича (1848—1929) — аргентинського судновласника югославського походження, що оплатив відправку рослин Фріча до Європи. Ніколас Міханович заснував навігаційну компанію, яка перша на початку ХХ століття з'єднала Буенос Айрес з уругвайськими містами Колонія-дель-Сакраменто і Кармело.

## Загальна біоморфологічна характеристика
Стебло сіро-зелене або червонувато-коричневе, кулясте, близько 5 — 6 см в діаметрі. Ребра (як правило 8) гострі, в розрізі трикутні, мають потовщення з темними і світлими поперечними смугами. Радіальні колючки (як правило 5) сіро-коричневі, зігнуті, до 1 см завдовжки. Квітки від жовтувато-зеленого до зеленувато-оливкового кольору, близько 3 см завдовжки і в діаметрі. Є різновиди з квітками білого, рожевого і жовтого забарвлення. Плоди веретеноподібні.

## Ареал розповсюдження в природі
Ареал цього виду охоплює Аргентину (провінції Чако, Формоса), Болівію і Парагвай.

## Екологія
Гімнокаліціум Міхановича росте на висотах від 0 до 500 м над рівнем моря в кущах, напівсхований серед невисокої рослинності, що його оточує, на піщаних ґрунтах під захистом чагарників і пальм.

## Різновиди
Gymnocalycium mihanovichii дуже мінливий. Описано більше десятка різновидів цього виду, але описи частини з них легально не опубліковані, виділення в різновиди і підвиди інших — сумнівно.

## Загорози та охорона у природі
Основною загрозою для цього виду є випас худоби. Достовірних даних про чисельність та її зміну немає. Гімнокаліціум Міхановича зустрічається в декількох охоронюваних районах Парагваю (Дефенсорес-дель-Чако і Теньєнте Енциско) та в парках провінції Чако в Аргентині.

## Культивування
На початку 20 століття на сіянцях цього виду були помічені вражаючі мутації і в результаті відбору отримані незвичайні червонозабарвлені кактуси. Тепер вони широко відомі як гімнокаліціум Міхановича, різновид Фрідріха (Gymnocalycium mihanovichii var. friedrichii Werderm.). Цей різновид названий на честь Адольфо Марії Фрідріха — австрійсько-парагвайського фотографа, натураліста, дослідника та збирача кактусів і орхідей. Ці кактуси позбавлені хлорофілу і здатні існувати без повноцінного газообміну (вуглекислота-кисень). Тому вони можуть рости лише щепленими на іншому тонкому повільнозростаючому кактусі, отримуючи від нього відсутні речовини. Виведені й інші безхлорофільні форми цього кактуса — жовта, рожева, оранжева.
Відповідно до умов на природних місцях зростання, кактуси цього виду надають перевагу зимовій температурі близько 10 °C і не зовсім сухому ґрунту. Під час вегетаційного періоду їм потрібен рясний полив і добре дренований, досить поживний субстрат. В природних умовах вони ростуть, серед трави і чагарників, тому надають перевагу напівтіні.